# Tulayl ash-Sham
Tulayl tro-Sham (tiếng Ả Rập: تليل الشام) là một ngôi làng ở phía bắc tỉnh Aleppo, tây bắc Syria. Nó nằm trên đồng bằng Queiq, 9 kilômét (5,6 mi)   phía đông bắc Azaz, 45 km (28 mi)     về phía bắc thành phố Aleppo và dưới 0,5 km (0,31 mi) về phía đông biên giới với tỉnh Kilis của Thổ Nhĩ Kỳ.
Ngôi làng hành chính thuộc về Nahiya Azaz ở quận Azaz. Các địa phương lân cận bao gồm Shamarikh 1,5 km (0,93 mi) về phía đông nam và Shamarin 2 km (1,2 mi) về phía đông bắc. Trong cuộc điều tra dân số năm 2004, Tulayl ash-Sham có dân số 176....